# Batomys dentatus
Batomys dentatus — один із п'яти видів гризунів роду Batomys. Цей вид зустрічається тільки на Філіппінах. Його природне місце проживання — субтропічні або тропічні сухі ліси.

## Морфологічні особливості
Довжина досліджуваної тварини разом з хвостом становила 380 мм, довжина хвоста становила 185 мм, а задні лапи – 36 мм. Інформація про вагу відсутня. Верх вкритий довгим щільним і злегка шерстистим хутром темно-коричневого кольору. Знизу трохи світліше хутро. Передні 2/3 волохатого хвоста темно-коричневі, а кінчик білий. Вібриси сягають за вуха, коли вони зігнуті назад. Навколо очей незашерстнене кільце.

## Середовище
Ділянка розташована на півночі Лусона в гірському масиві на висоті близько 2130 метрів. Регіон вкритий вологими гірськими лісами з дубами. Експедиції в 2001 і 2003 роках не знайшли інших зразків. Можливо, використаний метод пошуку був недостатнім.